# Kembs
Kembs är en kommun i departementet Haut-Rhin i regionen Grand Est (tidigare regionen Alsace) i nordöstra Frankrike. Kommunen ligger i kantonen Sierentz som tillhör arrondissementet Mulhouse. År 2022 hade Kembs 5 694 invånare.

## Befolkningsutveckling
Antalet invånare i kommunen Kembs
| Referens: INSEE |